# Panjska končnica
Panjska končnica je ime, ki se uporablja za poslikano deščico, ki zapira čebelji panj kranjič. 
Tovrstna ljudska umetnost, značilna za Slovenijo je nastala na Gorenjskem in slovenskem Koroškem, od tam pa se je razširila na ozemlje celotne Slovenije. Najstarejše panjske končnice segajo v sredino 18. stoletja, slikanje motivov na panje pa se v veliki meri konča po koncu prve svetovne vojne. Slike, ki so jih slikali preprosti in po večini samouki slikarji imajo po večini figuralne motive, znanih pa je več kot 600 različnih motivov, od katerih jih je približno polovica nabožnih. V približno 150 letih je nastalo več kot 50.000 panjskih končnic, ki so jih čebelarji nameščali na svoje panje, da bi svoje panje ločili med seboj in od tujih. Pogosta je bila uporaba svetniških motivov, ki naj bi hkrati varovali čebele. 
V slovenskem alpskem prostoru se je uporaba panjskih končnic najbolj razširila v drugi polovici 19. stoletja. V času »zlate dobe« končnic, med letoma 1820 in 1880, pa so že omenjenim nabožnim poslikavam dodali posvetne motive s stvarnimi ali domišljijskimi sporočili. Takrat se na panjskih končnicah pojavijo tudi zgodovinski in vojni dogodki ter odmevi na različne dogodke tistega časa. Pojavijo se tudi prizori kmečkega vsakdanjika in praznovanj, upodobitve živali in izdelki ljudske obrti ter različni zgodovinski prizori. V istem času se pojavijo tudi motivi, ki opozarjajo na človeško neumnost in motivi, ki na igriv način zasmehujejo tako moške kot ženske.
Danes imajo panjske končnice le še simboličen pomen, reprodukcije najbolj znanih motivov pa so priljubljeno darilo in turistični spominek v Sloveniji. Panjske končnice predstavljajo pravo etnografsko zakladnico Slovenije.
Od leta 2018 je »poslikavanje panjskih končnic« vpisano v Register nesnovne kulturne dediščine v zvrst uprizoritve in predstavitve ter podzvrst likovni izrazi.

## Najbolj znani motivi
- Hudič babi brusi jezik
- Mož se vrača pijan iz gostilne
- Mlinar in njegova žena
- Obiranje roja
- Praznovanje
- Babji mlin (ponazarja hudiča, ki v mlin nosi staro in grdo babo, ven pa jemlje mlado in lepo)
- Lisica, ki brije lovca
- Lovčev pogreb
- Kmečka tožba (ponazarja dva kmeta, ki se prepirata za kravo, odvetnik pa jo molze)
- Žena, ki vleče moža iz gostilne
- Mož, ki nosi ženo na križu